# Thai Pongal

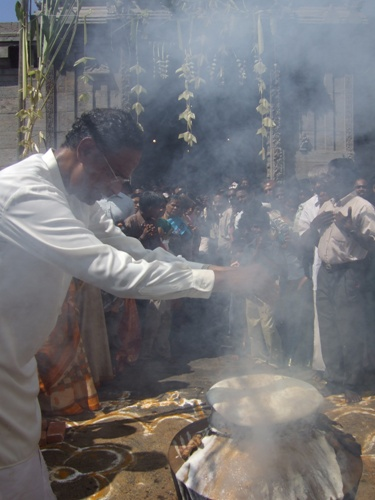
Thai Pongal firas i ett tempel i Colombo.

Pongal (tamil: தைப்பொங்கல்) är en hinduisk skördefest, framförallt bland tamiler, som firas den 14 eller 15 januari.
Festivalen (som kallas Makara Sankranthi) är en skördefest som firas i hela Indien under vinterhalvåret. Thai Pongal firas under fyra dagar och spänner oftast från den 13 till den 16 januari i den gregorianska kalendern (vilket motsvarar den sista dagen i den tamilska månaden Maargazhi till och med den tredje dagen i den tamilska månaden Thai).
Thai Pongal är en av de viktigaste festerna som firas av det tamilska folket i de indiska delstaterna Tamil Nadu, Puducherry och Sri Lanka. Den firas också av tamiler över hela världen, bland annat i Malaysia, Mauritius, Sydafrika, USA, Singapore, Kanada och Storbritannien.